# Pieter Jan Bijleveld (1930-2006)
Pieter Jan Bijleveld (Amsterdam, 22 februari 1930 – Oegstgeest, 9 september 2006) was een Nederlands advocaat en rechter.

## Leven en werk
Bijleveld studeerde rechtsgeleerdheid aan de universiteit en hij promoveerde op dissertatie. Hij begon zijn carrière als advocaat en procureur te Rotterdam. Van 1962 tot 1964 was hij rechter-plaatsvervanger bij de arrondissementsrechtbank in Rotterdam en van 1964 tot 1973 was Bijleveld werkzaam als rechter bij diezelfde rechtbank. Vervolgens werd Bijleveld raadsheer bij het gerechtshof Den Haag en van 1983 tot 1990 bekleedde hij aldaar de functie van vicepresident. Nadien was hij raadsheer-plaatsvervanger bij hetzelfde gerechtshof. Daarnaast fungeerde ook na zijn pensionering voor de periode van 1 januari 1995 tot 31 december 1998 als plaatsvervangende voorzitter van de Raad voor de Scheepvaart.
Bijleveld overleed in september 2006 op 76-jarige leeftijd te Oegstgeest.